# Leigh Sports Village
Leigh Sports Village – stadion piłkarski w Leigh w hrabstwie ceremonialnym Wielki Manchester w Anglii. Mecze na tym obiekcie rozgrywa klub piłkarski Leigh Leopards. Stadion był jedną z aren Mistrzostw Europy w Piłce Nożnej Kobiet 2022.
Pojemność stadionu wynosi 12 000, a koszt realizacji budowy stadionu wyniósł 17,5 mln funtów.